# Thomas Fabri
Pour les articles homonymes, voir Fabri.
Thomas Fabri (vers 1380 – vers 1420) est un compositeur actif vers 1400, sans doute originaire des anciens Pays-Bas.

## Biographie
Fabri fut l’élève de Jean de Noyers alias Tapissier à Paris et de Johannes Echgaerd à Bruges, si on peut croire la partition de son Gloria, où il est décrit comme scolaris Tapissier.  Fabri fut nommé chef de chœur de l'église Saint-Donatien de Bruges en 1412.

## Œuvres
Seulement quatre de ses œuvres sont transmises dans des sources étrangères. De deux œuvres a trois voix, les paroles sont en néerlandais et ont sans doute été notées, au concile de Constance, par un Allemand dans un chansonnier illustré par un Italien.  Ce manuscrit est conservé à l'abbaye de Heiligenkreuz.

## Ressources

### Liste des œuvres complètes
- (nl) Ach vlaendere vrie, rondeau sur des paroles néerlandaises, conservé à la bibliothèque de l’abbaye de Heiligenkreuz.
- (nl) Die meij so lieflic wol ghebloit, ballade sur des paroles néerlandaises, conservée à la bibliothèque de l’abbaye de Heiligenkreuz.
- (la) Gloria, partie de messe, Ms Q du Musée international et bibliothèque de la musique (Bologne)
- (la) Sinceram salutem care mando vobis, antienne, conservée à la bibliothèque de l’abbaye de Heiligenkreuz.

### Source
- (nl) Bonda, Jan Willem.  Meerstemmige Nederlandse liederen van de vijftiende en zestiende eeuw, Hilversum, Verloren, 1996  (ISBN 90-655-0545-8), p. 107-108.

### Discographie sélective
- Zodiac, Capilla Flamenca, Eufoda 1360, 2004 (contient un enregistrement des œuvres profanes complètes de Fabri)
- En un gardin : les quatre saisons de l'Ars Nova / manuscrits de Stavelot, Mons, Utrecht, Leyde, Capilla Flamenca, Musique en Wallonie 0852, 2009 (contient un enregistrement de Sinceram salutem care de Fabri).
- Dutch! Ars Nova songs in Dutch, Fortuna, Aliud APCD BE 004-2, 2013 (contient toutes les œuvres profanes de Fabri).